# Buriti Alegre
Buriti Alegre is een gemeente in de Braziliaanse deelstaat Goiás. De gemeente telt 9.431 inwoners (schatting 2014).

## Aangrenzende gemeenten
De gemeente grenst aan Água Limpa, Corumbaíba, Goiatuba, Itumbiara, Panamá, Morrinhos en de deelstaat Minas Gerais.